# 薔薇と太陽
「薔薇と太陽」（ばらとたいよう）は、KinKi Kidsの36枚目のシングル。2016年7月20日発売。発売元はジャニーズ・エンタテイメント。

## 解説
2016年第1弾となるシングルで、表題曲「薔薇と太陽」は、THE YELLOW MONKEYの吉井和哉が作詞作曲を担当した。
本作は前作同様に初回限定盤A、初回限定盤B、通常盤の3種類で発売。初回限定盤AのDVDには「薔薇と太陽」のミュージックビデオとメイキングが収録されており、ミュージックビデオには、堂島孝平と吉田建が参加している。初回限定盤Bにはカップリング曲「Unlock Baby」が追加され、DVDには“闘牛剛とマタドール光一がシュールなトークを展開する!?”予測不可能な特典映像が収められる。通常盤にのみカップリング曲「Fall Dance」「今の僕がある理由」を収録している。
また、本作のCDジャケット写真は俳優の斎藤工が手掛けたが、これはフジテレビ系バラエティ『KinKi Kidsのブンブブーン』第67回（2016年6月5日放送）に斎藤がゲスト出演し、写真館でレトロをテーマに2人を撮った時の写真を剛が気に入り、事務所やレコード会社に許諾を取って実現したものである。
また、デビュー20周年イヤーとして発売される自身の商品を対象としたキャンペーン『KinKi Kids 20th Anniversary』を実施し、本作の初回限定盤2種と通常盤初回プレス分には、集めるとその数に応じた特典がプレゼントされるポイントIDが封入されている。また、先着購入特典として、3種でそれぞれクリアファイルA・B・Cを受け取ることができる内容になっている。

## チャート成績
2016年8月1日付のオリコンチャートで、初週19.3万枚を売り上げて初登場1位を獲得した。シングル週間1位獲得数は1997年に発売したデビューシングル「硝子の少年」から36作連続・通算36作目の首位となり、自身が持つ「デビューからのシングル連続首位獲得作品数」の歴代1位の記録を更新した。

## 収録曲

### 初回限定盤A
CD
1. 薔薇と太陽
（作詞・作曲：吉井和哉 / 編曲：船山基紀）
楽曲のテーマは「大人になった硝子の少年」[11]。“少年から英雄に”や“硝子のツノが”など、吉井の遊び心で「硝子の少年」を意識した歌詞が入れられている[12]。
テレビでの披露の際は舞台を半分に割り、堂本剛はバンドを従えてギターを演奏するのに対し、堂本光一は女性陣とともにキレのある踊りを見せている[13]。振付は、YOSHIEが担当した[14]。
なお、光一は「『青空に咲いたよ』というフレーズ1つでも普通に歌っては全然かっこよくない。投げ捨てるような感じで歌い吉井さんらしさを出した」と答え、剛は「セクシー、けだるさみたいな感じをどう表したらよいかすごく迷った。」と、本作品の制作において苦労した点をインタビューで答えている[15]。
2023年、吉井和哉ソロデビュー20周年記念ベストアルバム『20』のFC盤に、楽曲提供の際に吉井が仮歌として歌ったガイドボーカルバージョン音源が収録される[16]。
出版社：ブライト・ノート・ミュージック
2. 薔薇と太陽（Backing Track）

DVD
1. ｢薔薇と太陽｣ - Music Clip & Making -
2. ｢薔薇と太陽｣ - type K -
3. ｢薔薇と太陽｣ - type T -

### 初回限定盤B
CD
1. 薔薇と太陽
2. Unlock Baby
（作詞：小出祐介 / 作曲：Noh Hyun・Won Young Heon・Kim Tae Wan / 編曲・CHOKKAKU）
出版社：MUSIC CUBE INC (C) 301&ブライト・ノート・ミュージック（サブ出版社：ピアーミュージック&ブライト・ノート・ミュージック）

DVD
1. ｢牛とマタドール｣

### 通常盤
1. 薔薇と太陽
2. Fall Dance
（作詞・作曲：成海カズト / 編曲：成海カズト・長田直之）
出版社：ブライト・ノート・ミュージック
3. 今の僕がある理由
（作詞・作曲：canna / 編曲：sugarbeans）
堂島孝平がハーモニカの演奏で参加している。
出版社：ブライト・ノート・ミュージック

## 収録アルバム
薔薇と太陽
- N album
- The BEST

## 映像作品
薔薇と太陽
- We are KinKi Kids Dome Concert 2016-2017 TSUYOSHI & YOU & KOICHI
- The BEST（初回限定盤）
- MTV Unplugged: KinKi Kids
- KinKi Kids Concert Tour 2019-2020 ThanKs 2 YOU
- KinKi Kids Concert 2022-2023 24451〜The Story of Us〜
- KinKi Kids O正月コンサート2021
- P album（初回盤B）

Unlock Baby
- We are KinKi Kids Dome Concert 2016-2017 TSUYOSHI & YOU & KOICHI

Fall Dance
- We are KinKi Kids Dome Concert 2016-2017 TSUYOSHI & YOU & KOICHI